# 加登 (阿拉巴马州)
加登（英語：Gardendale），是美国阿拉巴马州下属的一座城市。面积约为22.55平方英里（约合58.39平方公里）。根据2010年美国人口普查，该市有人口13,893人，人口密度为616.23/平方英里（约合237.93/平方公里）。